# French Historical Studies
French Historical Studies est une revue à comité de lecture consacrée à l'histoire de la France, publiée depuis 1958 par la Duke University Press pour la Society for French Historical Studies (SFHS).

## Histoire
Créé en 1958, c'est le premier périodique entièrement consacré à l'histoire française à avoir été publié hors de France. Il naît peu de temps après la création de la SFHS, en raison de la difficulté à faire paraître des articles relatifs à l'histoire de France dans des revues comme The American Historical Review ou The Journal of Modern History.
Le premier numéro s'ouvre par une salutation de l'historien français Georges Lefebvre, qui donne également son premier article à la revue.

## Ligne éditoriale
Journal de référence sur la discipline aux États-Unis, il couvre toutes les périodes de l'histoire de la France, quoique l'analyse des articles qui lui sont soumis montre que l'époque moderne tend à être de moins en moins étudiée.
Il publie parfois des critiques d'ouvrage mais pas de manière régulière. En revanche, chaque numéro inclut une bibliographie classée des ouvrages récents. De plus, presque chaque numéro contient un forum qui expose les points de vue discordants dans le monde académique sur les sujets polémiques du moment.

## Rédacteurs en chef
Les rédacteurs en chef ont été successivement :
- 1958 : Marvin L. Brown Jr.
- 1967 : David Pinkney (en) (adjoint : Scott Lytle)
- 1976 : John Rothney (adjoint : John Rule)
- 1985 : Frank Kafker et James Laux
- 1992 : James Farr et John Contreni
- 2001 : Ted W. Margadant et Jo Burr Margadant
- 2008 : Patricia M. E. Lorcin et John B. Shank[9]
- 2012 : Rachel G. Fuchs et Johnson Kent Wright[10]
- 2014 : Kathryn A. Edwards et Carol E. Harrison[11]
- 2022 : Christine Haynes (University of North Carolina at Charlotte) et Jennifer Heuer (University of Massachusetts Amherst)[12]